# ペーロ
ペーロ（伊: Pero）は、イタリア共和国ロンバルディア州ミラノ県にある、人口約11,000人の基礎自治体（コムーネ）。

## 地理

### 位置・広がり

#### 隣接コムーネ
隣接するコムーネは以下の通り。
- ミラノ
- ロー

### 地震分類
イタリアの地震リスク階級 (it) では、4 に分類される
。

## 経済
ローと共にミラノ見本市会場の新しい中心地としての受入先になる予定。

## 姉妹都市
- フスカルド、イタリア